# Rajd Ypres 1982
Rajd Ypres 1982 (18. Ypres 24 Hours Rally) – 18. edycja rajdu samochodowego Rajd Ypres rozgrywanego w Belgii. Rozgrywany był od 25 do 27 czerwca 1982 roku. Była to dwudziesta szósta runda Rajdowych Mistrzostw Europy w roku 1982 (rajd miał najwyższy współczynnik – 4), piąta runda Rajdowych mistrzostw Belgii oraz siódma runda Rajdowych mistrzostw Holandii..

## Klasyfikacja rajdu
| Miejsce                                         | Kierowca                                        | Pilot                                           | Samochód                                        | Czas                                            | Strata                                          |                                                 |
| Klasyfikacja generalna, ERC i mistrzostw Belgii | Klasyfikacja generalna, ERC i mistrzostw Belgii | Klasyfikacja generalna, ERC i mistrzostw Belgii | Klasyfikacja generalna, ERC i mistrzostw Belgii | Klasyfikacja generalna, ERC i mistrzostw Belgii | Klasyfikacja generalna, ERC i mistrzostw Belgii | Klasyfikacja generalna, ERC i mistrzostw Belgii |
| ----------------------------------------------- | ----------------------------------------------- | ----------------------------------------------- | ----------------------------------------------- | ----------------------------------------------- | ----------------------------------------------- | ----------------------------------------------- |
| 1.                                              | Marc Duez                                       | Willy Lux                                       | Porsche 911 SC                                  | 6:33:15                                         | 0.0                                             |                                                 |
| 2.                                              | Guy Colsoul                                     | Alain Lopes                                     | Opel Ascona 400                                 | 6:37:37                                         | +4:22                                           |                                                 |
| 3.                                              | Jimmy McRae                                     | Ian Grindrod                                    | Opel Ascona 400                                 | 6:39:13                                         | +5:58                                           |                                                 |
| 4.                                              | Jean-Louis Dumont                               | Lambert Peeters                                 | Datsun Violet GT                                | 6:50:13                                         | +16:58                                          |                                                 |
| 5.                                              | Jan van der Marel                               | Bruno van Traa                                  | Talbot Sunbeam Lotus                            | 6:52:10                                         | +18:55                                          |                                                 |
| 6.                                              | Patrick Snijers                                 | Georges Van Oosten                              | BMW 323i E21                                    | 6:53:37                                         | +20:22                                          |                                                 |
| 7.                                              | Gaby Goudezeune                                 | Serge Messine                                   | Opel Ascona 400                                 | 6:54:11                                         | +20:56                                          |                                                 |
| 8.                                              | Paul Lietaer                                    | Adrien Martens                                  | Talbot Sunbeam Lotus                            | 6:57:09                                         | +23:54                                          |                                                 |
| 9.                                              | Valère Vandermaesen                             | Julien Aerts                                    | Opel Ascona i2000                               | 7:00:41                                         | +27:26                                          |                                                 |
| 10.                                             | Philippe Touren                                 | Lionel Hennebel                                 | Renault 5 Turbo                                 | 7:02:00                                         | +28:45                                          |                                                 |